# MÁVAG

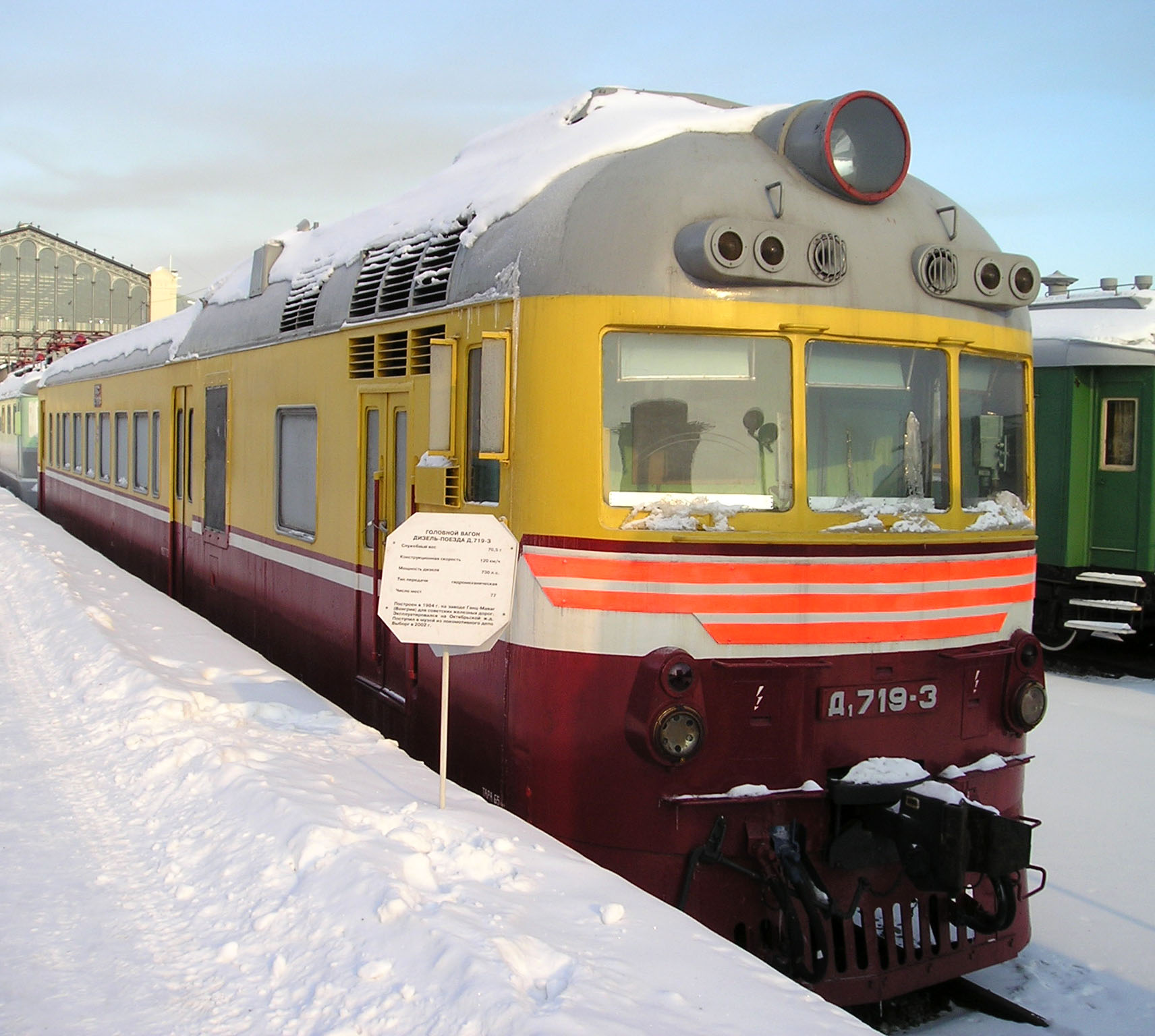
Д1-diesellocomotief voor de USSR

Magyar Királyi Államvasutak Gépgyára, afgekort MÁVAG (Nederlands: Machinefabriek der Koninklijke Hongaarse staatsspoorwegen) is een voormalige locomotief- en wagonfabriek uit Hongarije. Na de Tweede Wereldoorlog werd het bedrijf genationaliseerd en verdween Királyi (koninklijk) uit de naam.

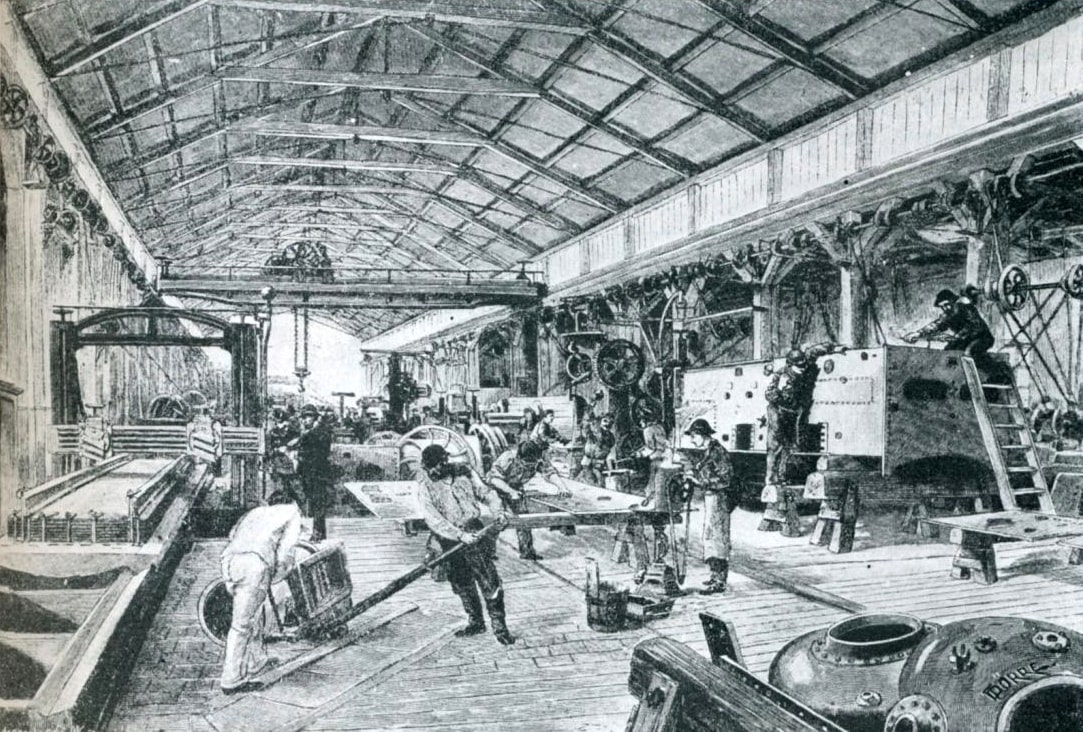
MÁVAG in 1898

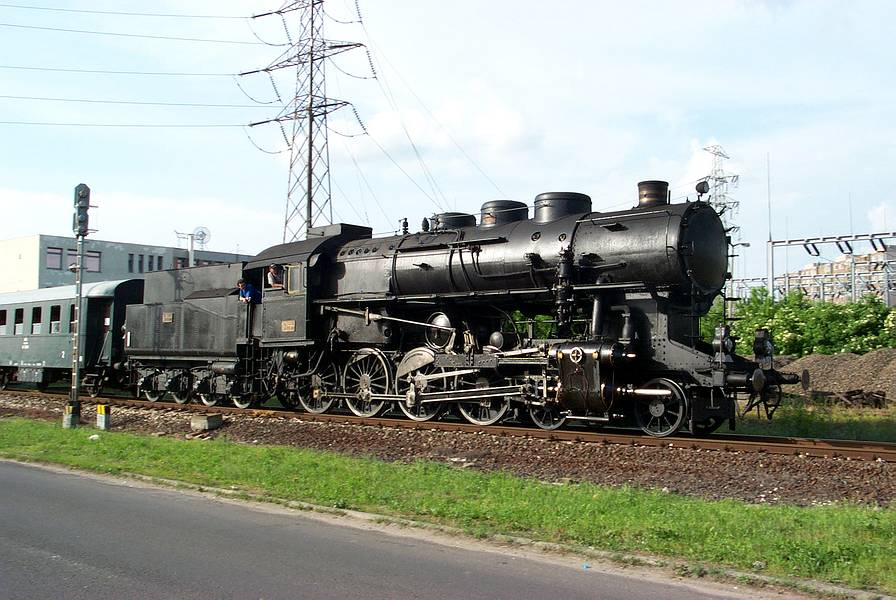
Stoomlocomotief 424-009

Gedurende de hoogtijdagen had het bedrijf duizenden arbeiders in dienst en was het eind 19e eeuw een van de invloedrijkste machinefabrieken van Hongarije. Meest gewaardeerde producten van dit bedrijf waren stoomlocomotieven. De eerste locomotief werd in 1873 geproduceerd en vanaf 1924 wordt de beroemde locomotief 424 gebouwd. Tot aan 1959 had het bedrijf 7578 locomotieven gefabriceerd, waarvan vele geëxporteerd werden naar het buitenland: vanaf 1900 naar Italië en Roemenië, later naar Egypte, India, Joegoslavië en Korea. Na 1945 exporteerde het bedrijf vooral dieseltreinen naar de Sovjet-Unie (USSR), waaronder de "Д1" (D1).
In 1959 fuseerde het bedrijf met Ganz, een andere grote Hongaarse fabrikant van rollend spoorwegmaterieel die voornamelijk treinen en luxe wagons bouwt voor de binnen- en buitenlandse markt. De gezamenlijke onderneming gaat tot 1988 verder onder de naam Ganz-Mávag. In dat jaar wordt het bedrijf omgevormd tot een holding met meerdere zelfstandige dochterondernemingen, waarbij MÁVAG uit de bedrijfsnaam verdwijnt.